# The Pilot
The Pilot (även kallad The One Where Monica Gets a Roommate och The One Where it All Began) och på svenska Den Där Allt Började är det första avsnittet av den populära amerikanska sitcom/TV-serien Vänner. Avsnittet sändes den 22 september 1994 i USA.

## Handling
I det första avsnittet och första scenen av serien Vänner så sitter några av vännerna på kaféet Central Perk. Monica Geller, en kock, har en dejt med en medarbetare och pratar om honom med sina vänner - skådespelaren Joey Tribbiani, kontorsarbetaren Chandler Bing, massösen Phoebe Buffay. Joey berättar för Monica, om hans dejt verkligen gick med på att gå ut med henne så måste det vara något fel på honom. Chandler berättar för dem om en dröm, där han stod naken inför en publik och hade en telefon som ringde istället för sitt kön.
Monicas storebror, paleontologen Ross Geller kommer in och är ledsen. Hans ex-fru, Carol, har flyttat för att bo ihop med sin lesbiska älskarinna. Vännerna försöker hjälpa - Phoebe försöker rensa hans aura; Joey föreslår att de ska gå på strippklubb, men ingenting hjälper. Ross säger att allt han vill är att var gift igen. Plötsligt kommer en kvinna med en vit bröllopsklänning in på Central Perk. Chandler är snabbt framme med ett skämt ("Och jag vill ha en miljon dollar!"). Kvinna visar sig vara Rachel Green, en bortskämd, rik tjej som var kompis med Monica i high school.
Rachel förklara att precis före hennes bröllop så kom hon underfund med att hon blev mer glad över såsskålen hon fått i present än att gifta sig med sin fästman Barry. Hon kom också underfund med att Barry liknade en leksakspotatis, och att hon inte älskade honom - så hon sprang ut från kyrkan och letade upp den enda personen hon visste bodde kvar i New York, alltså Monica.
Medan vännerna tittar på spanska såpoperor så ringer Rachel sin pappa för att förklara varför hon sprang iväg ifrån sitt bröllop. Hon lyckas övertala Monica att hon får bo med henne tillsammans i Monicas lägenhet. Joey försöker stöta på Rachel - Monica förklara för Joey att han inte borde stöta på Rachel, det är hennes bröllopsdag. Joey svara med, "Är det någon regel eller nåt?"
Monicas dejt, Paul the Wine Guy, kommer till lägenheten. Eftersom Ross är ledsen över Carol och Rachel just lämnat sin man vid altaret så går knappt Monica. Ross och Rachel övertalar henne att gå. Paul berättar för henne att sen han skilde sig för två år sedan, har han inte haft sex. En berörd Monica hjälper honom, men får sedan reda på att han sagt samma sak till en annan medarbetare, Franny.
Chandler och Joey åker till Ross lägenhet för att hjälpa Ross att köpa nya möbler (Carol tog alla möbler när hon flyttade). Ross hittar Carols favoritöl och blir ledsen. Joey och Chandler övertygar Ross om nu när han är singel igen, kan han gå vidare och börja dejta.
Rachel bestämmer sig för att nu när hon är ensam så borde hon söka ett jobb. Efter tolv miserabla intervjuer, har hon hittat någonting - ett par skor, betalda med pappas kreditkort. Vännerna övertygar henne att hon inte behöver hennes pappas pengar och hon klipper sitt kreditkort. Phoebe berättar lite om sin konstiga barndom: Hennes mamma tog livet av sig när Phoebe var 14 år och hennes styvfar satt i fängelse, så hon flyttade till New York där hon bodde med en vindrutetorkare som var albino, tills han tog sitt liv. Ross avslöjar att han var störtkär i Rachel i high school och frågar henne om de kan gå ut tillsammans någon gång. Eftersom hon tror Ross bara är snäll, går hon med på det.
Avsnittet slutar med att Rachel hittar ett jobb - som servitris på Central Perk.

## Kuriosa
- Paul the Wine guy nämns 21 gånger i avsnittet.
- I den första scenen så finns inte skylten där det står "Central Perk" på i fönstret.
- I de första avsnitten har Chandler och Joeys lägenhet nummer 4 och Monicas nummer 5. Senare i serien är de nummer 19 och 20 eftersom skaparna kom i underfund med att de lägre numren skulle ligga på bottenvåningen medan vännerna bor på tredje våningen.
- Phoebe, Monica, Chandler, Joey, Ross och Rachel är alla med i första avsnittet.
- Ross fru, Chandlers mamma, Ross och Monicas mamma och pappa, Rachels pappa nämns för första gången.

## Citat
- Chandler: ...and I realize, there's a phone.... there ...and it turns out it's my mother, which is very strange because... she never calls.
- Rachel: They're my new, "I don't need a job, I don't need my parents, I've got great boots" boots.
- Monica: Welcome to the real world. It sucks. You're gonna love it.

## Medverkande
- Skriven av Marta Kauffman & David Crane
- Regisserad av James Burrows
- John Allen Nelson som Paul the Wine guy
- Clea Lewis som Franny
- Cynthia Mann som servitrisen